# اثر نیل
در ابرپارامغناطیس (نوعی مغناطیس)، اثر نیل (به انگلیسی: Néel effect) زمانی ظاهر می‌شود که یک ماده ابرپارامغناطیس در یک سیم‌پیچ رسانا در معرض فرکانس‌های مختلف میدان مغناطیسی قرار گیرد. غیرخطی بودن ماده ابرپارامغناطیس به عنوان یک مخلوط‌کننده فرکانس عمل می‌کند، با ولتاژ در پایانه‌های سیم‌پیچ اندازه‌گیری می‌شود. از چندین مؤلفه فرکانس، در فرکانس اولیه و در فرکانس‌هایی برخی از ترکیبات خطی تشکیل شده‌است. تغییر فرکانسِ میدان مورد اندازه‌گیری امکان آشکارسازی یک میدان جریان مستقیم با یک سیم‌پیچ استاندارد را می‌دهد.

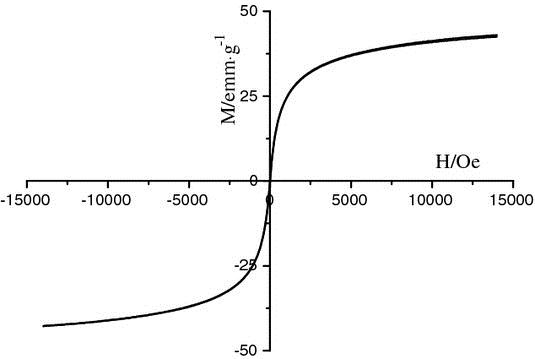
مغناطیس‌کنندگی مواد ابرپارامغناطیس

## تاریخ
در سال ۱۹۴۹ فیزیکدان فرانسوی لویی نیل (۲۰۰۰–۱۹۰۴) فهمید که وقتی آنها به خوبی تقسیم می‌شوند، نانوذرات فرومغناطیسی هیسترزیس خود را زیر یک اندازه مشخص از دست می‌دهند. این پدیده به عنوان ابرپارامغناطیس شناخته می‌شود. مغناطیس‌کنندگی این مواد در معرض میدان اعمالی است که خیلی غیرخطی است.
این منحنی به خوبی توسط تابع لانجوین توصیف شده‌است، اما برای میدان‌های ضعیف می‌توان به سادگی نوشت:
{\displaystyle M(H)=\chi _{0}H+N_{e}H^{3}+\varepsilon (H^{3})} ،
جایی که {\displaystyle \chi _{0}} پذیرفتاری در میدان صفر و {\displaystyle N_{e}} به ضریب نیل معروف است. ضریب نیل نشان‌دهنده غیرخطی بودن مواد ابرپارامغناطیس در میدان‌های کم است.